# Conium maculatum
La cicuta maggiore (Conium maculatum L., 1753) è una pianta erbacea della famiglia delle Apiacee, diffusa in Europa, Asia e Africa.

## Storia
Comunemente nota come cicuta, nella storia della Grecia antica è ricordata come mezzo per infliggere la pena capitale; sarebbe stata introdotta dal capo della polizia dei Trenta tiranni, Satiro, che l'avrebbe usata per eseguire la condanna a morte nei confronti di Teramene. Nella posterità è nota soprattutto per aver cagionato la morte per avvelenamento del filosofo Socrate, il quale, accettando lʼingiusta condanna a morte, l'assunse in forma di infuso. Comunque, sulla base dei sintomi descritti da Platone nel Fedone (non solo paralisi e asfissia con arresto cardiaco causati dal Conium, ma anche i precedenti, come delirio, anestesia e sedazione), è probabile che Socrate avesse bevuto una dose altissima di cicuta o una mistura di veleni composta di cicuta, molto oppio e forse datura, addolcita con miele e vino. La cicuta è citata anche nell'opera shakesperiana Macbeth, nel dialogo fra Banco e Macbeth dopo l'incontro con le tre streghe.
La cicuta è stata ripetutamente usata nella storia come veleno o, in bassissime dosi, per la preparazione di farmaci analgesici e antispastici. Oggi non è più in uso.

## Descrizione

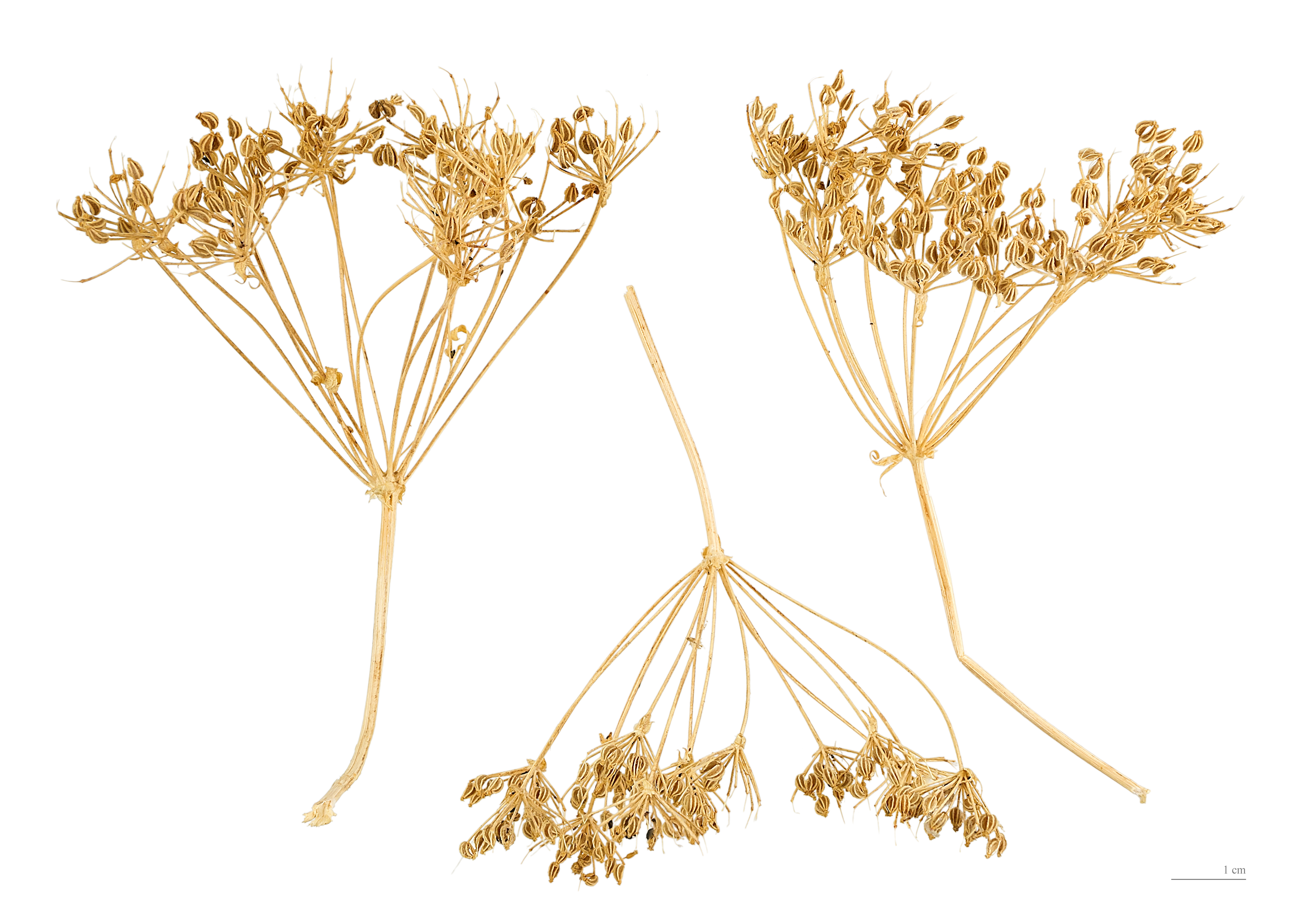
Conium maculatum

Conium maculatum è una pianta erbacea con radice carnosa di colore bianco. Presenta un odore sgradevole e nauseabondo, simile all'urina di gatto o di topo, soprattutto quando viene spezzata. Cresce spontanea nelle campagne italiane, dove preferisce i luoghi ben freschi ai bordi delle siepi, nei pressi dei rigagnoli; ai bordi delle strade spesso se ne trovano piccole piantine.
Il fusto, che può raggiungere 1-2 metri di altezza, è cavo, glabro, tipicamente arrossato verso il basso e presenta per tutta la lunghezza delle macchie rosso-vino.
Le foglie possono raggiungere i 50 cm di lunghezza e 40 di larghezza, assumono una forma grosso modo triangolare e sono suddivise al loro interno in un gran numero di foglioline a bordi dentati (foglia composta pennatosetta).
I fiori appaiono generalmente al secondo anno di vita e sono portati in infiorescenze a ombrella di colore bianco. La pianta fiorisce tra aprile e agosto.
Il Conium, così come altre cicute, può essere confuso con piante non velenose, come il prezzemolo selvatico, da cui il nome falso prezzemolo, e il cerfoglio.

## Tossicità
Tutta la pianta è molto velenosa e può portare alla morte. Ciò è dovuto alla presenza di almeno cinque diversi alcaloidi: la coniina, la conidrina, la pseudoconidrina, la metilconicina e la coniceina. La coniina, una neurotossina, è l'alcaloide più attivo e agisce a livello delle sinapsi neuromuscolari.
La concentrazione dei principi attivi tossici varia in funzione della parte della pianta, in particolare: 
- frutti verdi: 0,73 - 0,98%
- frutti maturi: 0,50%
- fiori: 0,09 - 0,24%
- foglie: 0,03 - 0,18%
- fusti: 0,01 - 0,08%
- radici: 0,05%

Si ritiene che la dose mortale per un essere umano sia di qualche grammo di frutti verdi. L'ingestione della cicuta provoca problemi digestivi, paralisi discendente, cefalee e in seguito parestesia, diminuzione della forza muscolare e infine una paralisi ascendente letale.
La pianta è tossica sia per il bestiame sia per le persone, e per questo motivo viene ignorata dagli erbivori. La dose letale per un cavallo è di circa due chilogrammi di foglie, mentre poco più di mezzo chilogrammo è sufficiente per una mucca. La dose letale per una pecora si aggira intorno ai 200 grammi. I volatili ne sono in genere immuni. Il veleno agisce anche indirettamente, cioè porta ad avvelenamento anche in seguito a ingestione di un animale che se ne era cibato in precedenza.

## Altre cicute
Con il nome comune di cicuta vengono comunemente indicate anche altre due specie, appartenenti a generi differenti:
- La cicuta minore (Aethusa cynapium L.), annuale o bienne a seconda delle sottospecie, è detta anch'essa falso prezzemolo. È abbastanza diffusa in Italia e nel Mediterraneo, e la somiglianza della cicuta minore con questa pianta aromatica ha portato a numerosi avvelenamenti per la confusione tra le due. Tuttavia il suo veleno è molto meno potente di quello della cicuta maggiore.
- La cicuta acquatica (Cicuta virosa L.) è una pianta perenne che cresce in prossimità di acquitrini ed è la più velenosa delle tre. In Italia è divenuta rara anche a causa della distruzione delle zone paludose in cui cresce.

Cicuta è inoltre un genere che comprende, oltre a Cicuta virosa, altre quattro specie:
- Cicuta bulbifera L.
- Cicuta curtissii J.M. Coult. & Rose
- Cicuta douglasii (DC.) J.M.Coult. & Rose
- Cicuta maculata L., un'altra cicuta acquatica, velenosa quasi come Conium